# Lappula szovitsiana
Lappula szovitsiana är en strävbladig växtart som först beskrevs av Fischer och C. A. Meyer, och fick sitt nu gällande namn av Hand.-mazz. Lappula szovitsiana ingår i släktet piggfrön, och familjen strävbladiga växter. Inga underarter finns listade i Catalogue of Life.